# 84. Sinfonie (Haydn)
Die Sinfonie Nr. 84 Es-Dur komponierte Joseph Haydn im Jahr 1786 für eine Pariser Konzertreihe.

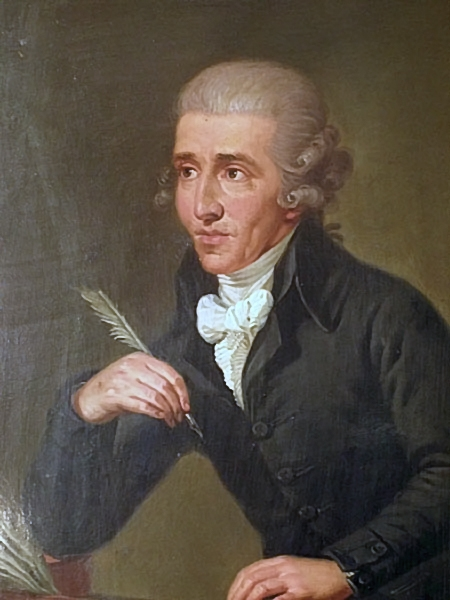
Joseph Haydn (Gemälde von Ludwig Guttenbrunn, um 1770)

Die Sinfonie Nr. 84 gehört zusammen mit den Sinfonien Nr. 82 bis 87 zu den sogenannten „Pariser Sinfonien“. Es handelt sich um Auftragskompositionen für das Pariser „Le Concert de la Loge Olympique.“
In der Sinfonie Nr. 84 wie auch in einigen anderen Sinfonien dieser Zeit etabliert sich zunehmend die prominentere Rolle der Holzbläser (Flöte, Oboe, Fagott) im Verhältnis zu früheren Sinfonien, insbesondere in den langsamen Sätzen (z. B. bei Nr. 83, Nr. 87, Nr. 90, Nr. 92).

## Zur Musik
Besetzung: Flöte, zwei Oboen, zwei Fagotte, zwei Hörner, zwei Violinen, Viola, Cello, Kontrabass. Über die Beteiligung eines Cembalo-Continuos in Haydns Sinfonien bestehen unterschiedliche Auffassungen.
Aufführungszeit: ca. 25 Minuten (je nach Einhalten der vorgeschriebenen Wiederholungen).
Bei den hier benutzten Begriffen der Sonatensatzform ist zu berücksichtigen, dass dieses Schema in der ersten Hälfte des 19. Jahrhunderts entworfen wurde (siehe dort) und von daher nur mit Einschränkungen auf die Sinfonie Nr. 84 übertragen werden kann. – Die hier vorgenommene Beschreibung und Gliederung der Sätze ist als Vorschlag zu verstehen. Je nach Standpunkt sind auch andere Abgrenzungen und Deutungen möglich.

### Erster Satz: Largo – Allegro
Largo: Es-Dur, 3/4-Takt, Takt 1–20
Haydn eröffnet die Sinfonie mit einer feierlich-ernsten Einleitung. Zu Anfang stehen vier markante Forte-Akkordschläge auf Es, die jeweils durch Piano-Einlagen unterbrochen werden: die ersten beiden Male durch sangliche Linien in den Oberstimmen, danach durch chromatische Bewegungen im Bass. Die folgende Passage der Holzbläser (Takt 10 bis 13) gibt eine besondere Klangfarbe und deutet bereits die besondere Behandlung der Bläsergruppe im weiteren Verlauf der Sinfonie an. Nach kurzer Trübung in c-Moll stabilisiert sich über weiterem forte-piano – Wechsel die Dominante B-Dur, in der die Einleitung mit einer Fermate ausklingt.
Allegro: Es-Dur, 2/2-Takt (alla breve), Takt 21–267

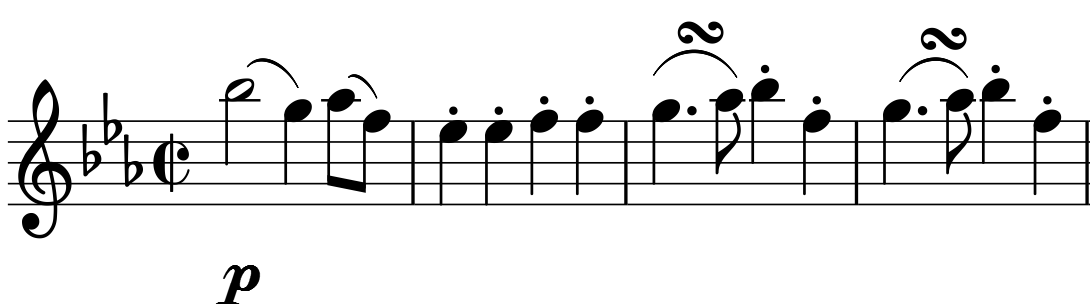
Beginn des Allegro, 1. Violine

Das Allegro beginnt mit einem achttaktigen, tänzerischen Thema, das durch seine Doppelschläge im dritten und vierten Takt gekennzeichnet ist. Die Melodie wird piano von den Streichern vorgestellt und von einem fünftaktigen „Nachsatz“ des ganzen Orchesters im Forte beantwortet. Beides zusammen kann als Hauptthema bzw. thematische Einheit abgegrenzt werden (Takt 21–32). Das Thema wird dann mit Flöte wiederholt, wobei der Nachsatz nahtlos in die energische Überleitung (ab Takt 46) übergeht. Hier ist zunächst ein Motiv mit absteigender Achtellinie und Vorschlägen auffällig (ab Takt 46), das zweimal abwärts sequenziert wird, weiterhin ein Tonrepetitions-Motiv (Takt 59–61) und eine unter durchlaufender Achtelbewegung der Violinen aufsteigende Linie im Bass (mit Akzenten auf der ersten Zählzeit des Taktes, Takt 62–69).
Das zweite Thema (Takt 74–80) wirkt wie eine verkürzte Variante des ersten: Die Oboen und Fagotte spielen solistisch den Themenkopf, an den sich die Dreiklangswendung vom Nachsatz des Themas (aus Takt 29) anschließt. Das Thema geht dann (Takt 81) abrupt in einen Moll-Ausbruch im Forte über, der sich bis zum Fortissimo im harmonisch fernen Ges-Dur steigert. Im Piano wechselt Haydn zurück zur Dominante B-Dur. Nach einer Synkopen-Passage (Takt 101–103) folgt die Schlussgruppe mit Dreiklangsbrechungen, die die Exposition beendet.
Die Durchführung (Takt 111 – 201) greift anfangs den Kopf vom Hauptthema in B-Dur piano auf, wechselt dann abrupt mit dem Themenkopf im Tutti nach G-Dur. Anschließend wird der Abschnitt entsprechend Takt 81 ff. variiert: Der Moll-Ausbruch steigert sich im Fortissimo wieder in harmonisch von der Tonika entfernte Bereiche: Nach As-Dur erreicht Haydn in der auf den Ausbruch folgenden Piano-Passage Des-Dur mit einer kurzen sanglichen Figur der 1. Violine (ab Takt 136) und über den Synkopen-Abschnitt C-Dur. Hier setzt nach einer kurzen Generalpause das Hauptthema in F-Dur ein (ab Takt 148). Das Motiv vom Forte-Nachsatz des Themas wird anschließend variiert fortgesponnen. Durchlaufende Staccato-Ketten der Violinen führen erneut zu einer Passage starker harmonischer Veränderungen und dynamischer Kontraste (ab Takt 179). Über die Synkopen-Passage (ab Takt 192) gelangt Haydn zur Reprise.
Die Reprise (ab Takt 202) beginnt mit dem Hauptthema, wobei die Flöte sogleich an der Stimmführung beteiligt ist. In der Überleitung steht die Synkopen-Passage anstelle des Vorschlags-Motivs aus Takt 46, ansonsten gleicht der Ablauf strukturell dem der Exposition. Exposition sowie Durchführung und Reprise werden wiederholt.

### Zweiter Satz: Andante
B-Dur, 6/8-Takt, 83 Takte
- Das Thema des Variationssatzes wird zunächst von den Streichern piano vorgestellt (Takt 1–16). Die achttaktige Hauptmelodie ist periodisch strukturiert, auftaktig und durch ihre gleichmäßige, ruhige Bewegung mit Akzenten gekennzeichnet. Der Bass setzt mit dem Themenkopf versetzt zur Oberstimme ein. Das Thema besteht aus zwei Teilen (Takt 1–8 und 9–16), der zweite Teil wird wiederholt. Im zweiten Teil ist die Melodieführung zwischen Ober- und Unterstimme aufgeteilt, wobei zur Melodiestimme jeweils eine gegenstimmenartige Begleitung gesetzt ist (ähnliche Struktur auch in den weiteren Variationen).
- Die Variation 1 (Takt 17–28) kontrastiert durch den Einsatz des ganzen Orchesters im Forte und durch den Wechsel zu b-Moll.[8]
- Die Variation 2 (Takt 29–44) ist nur für Streicher im Piano gehalten und umspielt das Thema mit Figurationen.
- Die Variation 3 (Takt 45–60) ist ähnlich (Thema wird von Figurationen umspielt), allerdings beteiligt sich das ganze Orchester, wobei Ober- und Unterstimmen (d. h. Flöte, Oboen und Violinen einerseits, Fagott, Cello und Kontrabass andererseits) Gruppen bilden.
- Nach einem Trugschluss auf g-Moll setzt in der Coda eine Passage ein, in der die Holzbläser solistisch hervortreten. Die Instrumente setzen nacheinander mit dem Themenkopf ein (Flöte, Oboen, Fagotte), begleitet von den Streichern im Pizzicato. Der Satz endet mit dem viertaktigen Hauptbaustein des Themas.

### Dritter Satz: Menuet. Allegretto
Es-Dur, 3/4-Takt, mit Trio 54 Takte
Der erste Teil des Menuetts, in dem „die Grenzen zwischen ländlicher Unbeschwertheit und höfischer Noblesse“ „mühelos verschwimmen“, steht durchweg im Forte. Die Fagotte, Hörner und Streicher beginnen in tiefer Lage mit der viertaktigen thematischen Einheit, die aus einem Auftaktmotiv (Auftakt mit lombardischem Rhythmus und zweifache klopfende Tonrepetition) sowie einer in Sekundschritten absteigenden Linie besteht. Ab Takt 5 greift das ganze Orchester das Thema auf.
Der zweite Teil verarbeitet zunächst in einer achttaktigen Piano-Passage die Motive des ersten Teils. Nach dem Wiederaufgreifen des Hauptthemas (ab Takt 19) setzt Haydn noch einen codaartigen Schluss, ebenfalls mit Material vom Hauptthema.
Das Trio (Es-Dur) besteht aus zwei achttaktigen Teilen. Im ersten Teil spielen das solistische Fagott und die Streicher zweimal eine in Viertelnoten absteigende melodische Linie mit Akzent auf der letzten Zählzeit des Taktes. Der zweite Teil ist anfangs durch Einwürfe des Orchesters (mit kennzeichnendem Doppelschlag der Flöte) auf der zweiten Zählzeit gekennzeichnet. Da weiterhin die Violinen die dritte Zählzeit wie im ersten Teil betonen, wird der Taktschwerpunkt verschleiert (normalerweise ist im 3/4-Takt die erste Zählzeit betont). Der abschließende Viertakter weist eine im gleichmäßigen Pianissimo absteigende Linie auf.

### Vierter Satz: Finale. Vivace
Es-Dur, 2/4-Takt, 292 Takte

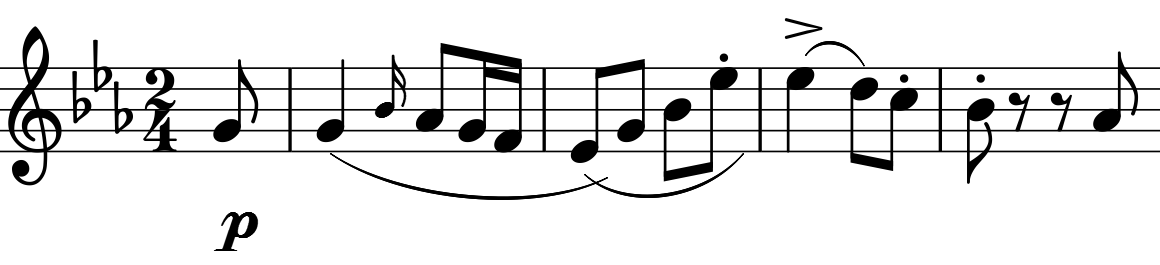
Beginn des Vivace, 1. Violine

Das liedhafte Hauptthema mit Auftakt, aufsteigendem Es-Dur – Akkord und Akzent wird von den Fagotten und Streichern piano vorgestellt. Ähnlich einem dreiteiligen Rondothema, folgt auf die achttaktige, periodisch strukturierte thematische Einheit eine ebenfalls achttaktige Fortspinnung des Themas (nur für Streicher, ebenfalls piano) mit einer Abfolge von Sekundschritten aufwärts in ihrer Schlusswendung. Anstelle des Wiederaufgreifens des Themas setzt nun jedoch das Orchester als Forte-Block ein, der zunächst noch den auftaktigen Kopf vom Hauptthema zitiert, dann in eine lange Passage mit durchgehenden, teilweise chromatischen Tremolo-Linien der Violinen übergeht. Im Bass treten dabei auch Sekundschritte auf (Takt 36–43), die man aus den vorangegangenen Sekundschritten ableiten kann. Der Forte-Block wird beendet von einer Variante des Themenkopfes.
Die Hinführung zur Dominante B-Dur erfolgt über einen von Pausen unterbrochenen F-Dur – Septakkord in den Streichern, der düster-geheimnisvoll ins kadenzierende Pianissimo führt. Hier streift Haydn kurz es-Moll und wechselt dann über F-Dur zur Variante vom Themenkopf nach B-Dur. Fallenden Sekundschritten führen zur „lärmenden“ Schlussgruppe mit Läufen der Violinen und einem auffälligen Unisono-Staccato-Motiv (Takt 84 und 88).
Die Durchführung beginnt (wie im ersten Satz) mit dem Hauptthema in der Dominante. Die Schlusswendung vom Thema wird danach in Moll imitatorisch aufgegriffen. Ab Takt 106 führt eine chromatische Tremolo-Linie der Violinen zum Auftritt des Themenkopfes, der zwischen f-Moll und C-Dur pendelt und auf einer Fermate endet (Takt 119). Das Thema erscheint dann nochmals, nun piano in den Streichern in der Subdominante As-Dur. Das Akzent-Motiv wird dabei mit Beteiligung der Oboen ausgedehnt (ab Takt 127). In Takt 137 setzt ein längerer Forte-Block ein. Dieser wiederholt nach einer weiteren Variante des Themenkopfes in G-Dur und einer Synkopen-Passage die Abschnitte aus der Exposition: Die Tremolo-Linie (ab Takt 149 ähnlich ab Takt 21), die Variante vom Themenkopf (ab Takt 165 ähnlich ab Takt 48), den von Pausen unterbrochenen Septakkord (nun B-Dur als Basis) und die düstere Pianissimo-Kadenzpassage, die aber gegenüber dem Abschnitt der Exposition von acht auf 16 Takte ausgedehnt ist. Ein klanglich lang ausformulierter B-Dur – Septakkord, der auf einer Fermate ausklingt, kündigt die Reprise an.
Die Reprise (ab Takt 200) ist gegenüber der Exposition verändert: Nach dem Thema entsprechend dem Satzanfang wird die Fortspinnung des Themas nochmals aufgegriffen, aber mit Ausdehnung der in Sekunden aufsteigenden Linie (mit Violin-Solo) anders fortgesetzt. Der Forte-Block mit der chromatischen Tremolo-Linie ist verkürzt, dafür tritt eine Synkopen-Passage (ab Takt 239, ähnlich ab Takt 144) und das Auftakt-Motiv vom Thema (Takt 247 ff.) auf. Nach erneuter Fermate als Ruhepunkt (Takt 256) setzt der auftaktige Themenkopf wieder zum „Anlauf“ an und mündet in die wiederum „lärmende“ Schlussgruppe (anfangs noch mit dem Themenkopf im Bass), die jedoch gegenüber der Exposition stark verändert und ausgedehnt ist. Exposition sowie Durchführung und Reprise werden einmal wiederholt.